# Cnodifrontia dissimilis
Cnodifrontia dissimilis là một loài bướm đêm trong họ Noctuidae.